# فابیو سیاکا
فابیو سیاکا (انگلیسی: Fabio Sciacca؛ زادهٔ ۱۶ مهٔ ۱۹۸۹) بازیکن فوتبال اهل ایتالیا است.
از باشگاه‌هایی که در آن بازی کرده‌است می‌توان به باشگاه فوتبال ویچنزا، باشگاه فوتبال ترنانا، و باشگاه فوتبال کاتانیا اشاره کرد.